# St. Vitus (Huisheim)

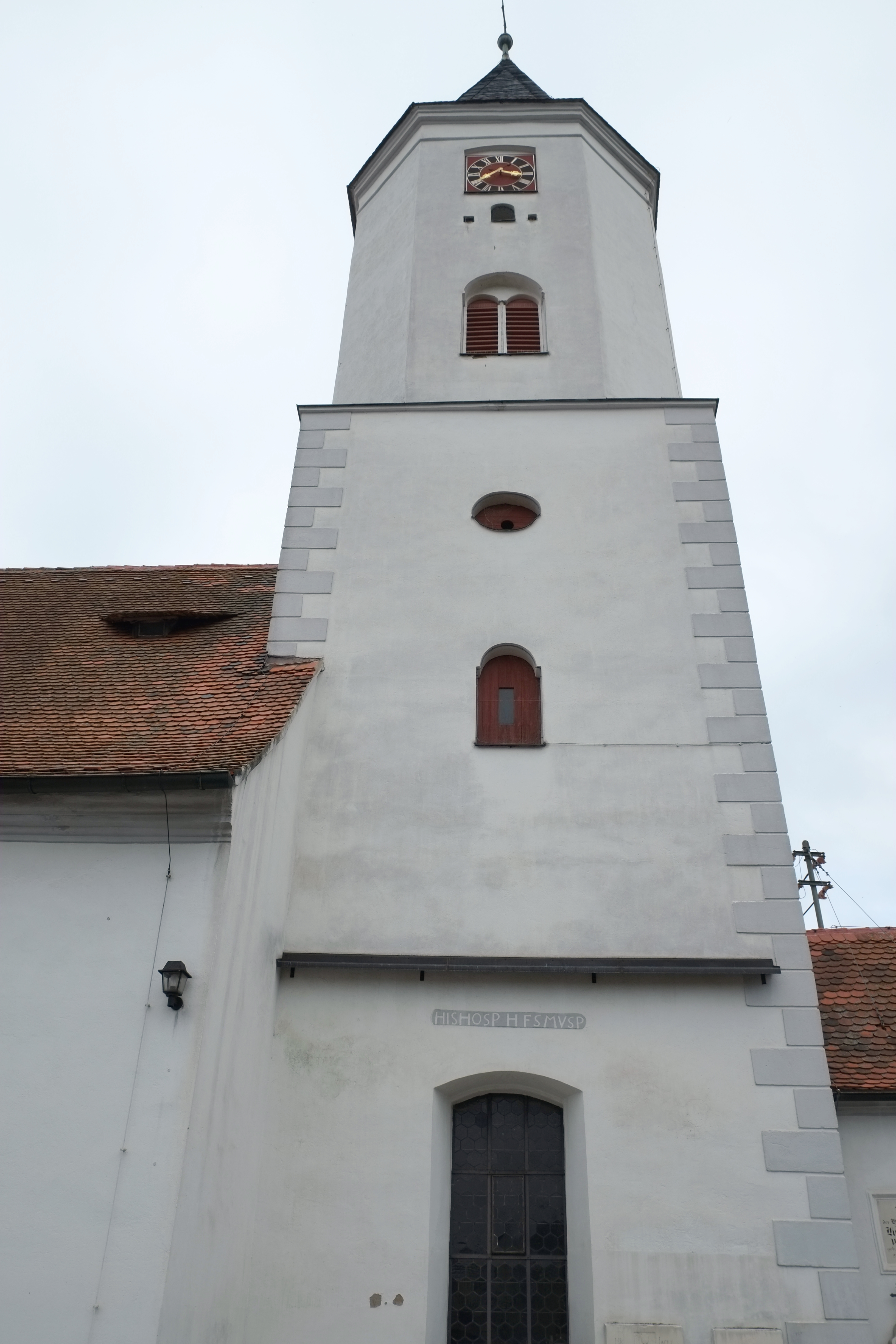
St. Vitus in Huisheim

Die römisch-katholische Pfarrkirche St. Vitus steht in Huisheim, einer Gemeinde im schwäbischen Landkreis Donau-Ries von Bayern. Das Bauwerk ist in der Liste der Baudenkmäler in Huisheim als Baudenkmal unter der Nr. D-7-79-167-1 eingetragen. Die Pfarrei gehört zum Bistum Eichstätt.

## Beschreibung
Der spätgotische Chorturm mit Ecksteinen wurde 1773 mit einem achteckigen Geschoss aufgestockt, das die Turmuhr und den Glockenstuhl beherbergt, und im 19. Jahrhundert mit einem achtseitigen Zeltdach bedeckt. Um 1723 wurde nach Westen das Langhaus angebaut. An der Nordseite und der Ostseite des Chorturms befinden sich die Sakristeien. Die Fassade im Westen ist mit einem Volutengiebel bedeckt. Der Innenraum des Langhauses, der 1759 mit Fresken ausgestattet wurde, ist mit einem Tonnengewölbe überspannt, der des Chors, d. h. des Erdgeschosses des Chorturms mit einem Kreuzgratgewölbe. Der neobarocke Hochaltar von 1920 wird von den Statuen des Wendelin und des Ulrich von Augsburg flankiert. Die 1725/30 gebaute Kanzel wird Franz Xaver Horneis zugeschrieben. Die Orgel wurde 1985 von der Orgelbau Sandtner gebaut.